# General Mills
General Mills (NYSE: GIS) é uma multinacional americana produtora de alimentos classificada na Fortune 500 e uma das 10 maiores empresas de alimentos do mundo. É sediada em Golden Valley, Minnesota, Minneapolis. 
A empresa possui um catálogo de mais de 100 marcas, tais como Annie’s, Betty Crocker, Bisquick, Blue Buffalo, Cheerios, Chex, Cinnamon Toast Crunch, Cocoa Puffs, Cookie Crisp, Häagen-Dazs, Lucky Charms, Oatmeal Crisp, Pillsbury, Progresso, Trix, Wheaties e Yoki.
Atualmente, opera 43 pontos de produção, incluindo 5 no Brasil, distribuídos nas cidades de Cambará, Campo Novo do Parecis, Paranavaí, Pouso Alegre e Recife.